# Oberschrot

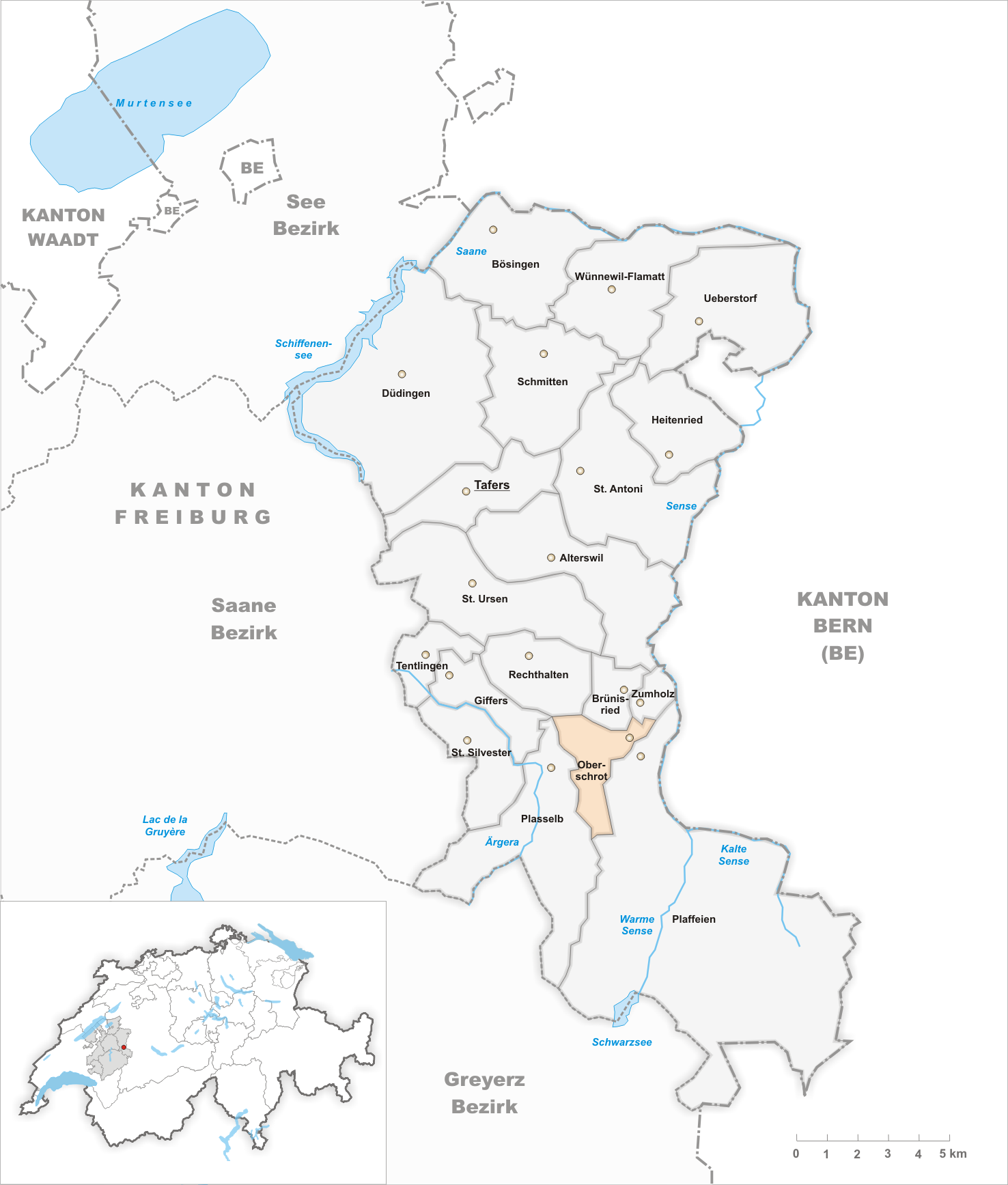
Gemeindestand vor der Fusion am 1. Januar 2017

Oberschrot ist eine Ortschaft in der Gemeinde Plaffeien. Bis zum 31. Dezember 2016 bildete sie eine eigenständige politische Gemeinde im Sensebezirk des Kantons Freiburg in der Schweiz. Bei einer Volksabstimmung am 27. September 2015 stimmten die Stimmberechtigten der Gemeinden Zumholz, Oberschrot und Plaffeien für eine Fusion der drei Gemeinden. Diese trat zum 1. Januar 2017 in Kraft.

## Geographie
Oberschrot liegt auf 855 m ü. M., zwölf Kilometer südöstlich der Kantonshauptstadt Freiburg (Luftlinie). Das Dorf erstreckt sich auf der linken, nördlichen, Seite des Dütschbaches direkt gegenüber von Plaffeien, westlich der oberen Sense, im Hügelland am Nordrand der Freiburger Voralpen.
Die Fläche des 5,3 km² grossen ehemaligen Gemeindegebiets umfasst einen Abschnitt der voralpinen Hügellandschaft. Der zentrale Teil des Ortes wird von einer Talfurche eingenommen, welche das Tal der Ärgera im Westen mit demjenigen der Sense im Osten verbindet. Diese Talmulde wird vom Dütschbach gegen Osten zur Sense entwässert. Im Norden reicht das Gebiet auf die Höhe mit dem Namen Auf der Egg (1043 m ü. M.), die zum Oberholz gehört, sowie in das Quellgebiet des Galterenbaches. Nach Süden erstreckt sich der Gemeindeboden in einem schmalen Streifen den dicht bewaldeten Hang (Oberschrotwald) hinauf und erreicht mit 1320 m ü. M. am Nordhang des Schwybergs seinen höchsten Punkt. Von der Gemeindefläche entfielen 1997 7 % auf Siedlungen, 34 % auf Wald und Gehölze, 58 % auf Landwirtschaft, und etwas weniger als 1 % war unproduktives Land.
Zu Oberschrot gehören die Weiler Ried (876 m ü. M.), Sahli (880 m ü. M.; Ferienhäuser) und Gousmatte (892 m ü. M.) in der Talsenke am Südfuss von Auf der Egg, Plötscha (861 m ü. M.) am Dütschbach sowie verschiedene Einzelhöfe. Nachbargemeinden von Oberschrot waren Brünisried, Zumholz, Plaffeien, Plasselb, Giffers und Rechthalten.

## Bevölkerung
Mit 1185 Einwohnern (Stand 31. Dezember 2015) gehörte Oberschrot zu den mittelgrossen Gemeinden des Kantons Freiburg. Von den Bewohnern sind 96,0 % deutschsprachig, 2,3 % französischsprachig, und 0,7 % sprechen Englisch (Stand 2000). Die Bevölkerungszahl von Oberschrot belief sich 1900 auf 612 Einwohner. Nach einem Höchststand 1950 (761 Einwohner) nahm die Bevölkerung bis 1980 (708 Einwohner) wieder leicht ab. Seither wurde eine deutliche Bevölkerungszunahme verzeichnet. Oberschrot ist mit dem Nachbardorf Plaffeien lückenlos zusammengewachsen.
Einwohnerzahlen: Volkszählungsdaten

## Wirtschaft
Oberschrot war bis in die zweite Hälfte des 20. Jahrhunderts ein vorwiegend durch die Landwirtschaft geprägtes Dorf. Noch heute haben die Milchwirtschaft und die Viehzucht sowie die Forstwirtschaft einen wichtigen Stellenwert in der Erwerbsstruktur der Bevölkerung. Weitere Arbeitsplätze sind im lokalen Kleingewerbe und im Dienstleistungssektor vorhanden. In Oberschrot sind Betriebe des Baugewerbes, der Elektrobranche, des Holzbaus und eine Käserei ansässig. Auf wirtschaftlicher, kultureller und sozialer Ebene arbeitet Oberschrot eng mit Plaffeien zusammen. In den letzten Jahrzehnten hat sich das Dorf auch zu einer Wohngemeinde entwickelt. Viele Erwerbstätige sind deshalb Wegpendler, die hauptsächlich in den Regionen Freiburg und Bern arbeiten.

## Verkehr
Die Ortschaft ist verkehrsmässig recht gut erschlossen. Sie liegt an der Hauptstrasse von Freiburg nach Plaffeien. Durch drei Buslinien der Freiburgischen Verkehrsbetriebe (TPF), welche die Strecken ab Bahnhof Fribourg/Freiburg bzw. Düdingen nach Plaffeien bedienen, ist Oberschrot an das Netz des öffentlichen Verkehrs angebunden:
- 123: Freiburg, Busbahnhof – Tafers – Plaffeien – Schwarzsee
- 125: Düdingen – Alterswil – Plaffeien – Schwarzsee
- 127: Freiburg, Busbahnhof – Bürglen – St. Ursen – Plaffeien

## Geschichte
Mit der Nennung von Ried im Jahr 1148 erschien erstmals eine Ortschaft auf dem heutigen Gemeindeboden in den Urkunden. Das Gebiet gehörte später zum Priorat des Klosters Rüeggisberg und den Herren von Englisberg. Im Jahr 1486 gelangte das Gebiet durch Kauf unter die Herrschaft der Stadt Freiburg und wurde der Alten Landschaft (Burgpanner) zugeordnet. In der Folge bildete es einen der vier Schrote der Pfarrei Rechthalten.
Nach dem Zusammenbruch des Ancien Régime (1798) gehörte Oberschrot während der Helvetik und der darauf folgenden Zeit zum Distrikt Freiburg und ab 1831 zum Deutschen Bezirk Freiburg, bevor es 1848 mit der neuen Kantonsverfassung in den damals neu geschaffenen Sensebezirk eingegliedert wurde. Mit der Revision der Freiburger Staatsverfassung im Jahr 1831 wurde Oberschrot zur selbständigen politischen Gemeinde erhoben, gehörte aber zunächst weiterhin zur Pfarrei Rechthalten. Da sich geographisch die Verbindung mit der Pfarrei Plaffeien aufdrängte, deren Kirche sich direkt an der Grenze zu Oberschrot befindet, wurde schliesslich 1896 dem Wunsch der Bewohner Rechnung getragen. Am 31. Mai 1906 wurde der Weiler Ried durch eine Feuersbrunst verwüstet.
Auf den 1. Januar 2017 fusionierte Oberschrot mit den Gemeinden Plaffeien und Zumholz zur neuen Gemeinde Plaffeien.